# Svojanov (Borušov)
Svojanov (německy Wojes), v minulosti samostatná obec německých kolonistů, leží východně od Borušova při hranici současného okresu Šumperk. V současnosti je osada částí obce Borušov.

## Historie obce
V roce 1318 obec založena olomouckým Biskupem Konrádem, známa pod německým názvem (Wojes).

## Vodstvo

### Mírovka
Je vodní tok protékající místní částí. Na říčce Mírovce je vybudována vodní nádrž k rekreačním účelům. Protéká dále obcí Mírov a městem Mohelnice. Východně od města se stává pravostranným přítokem řeky Moravy, již na území CHKO Litovelské Pomoraví.

## Zajímavosti
Svojanov u Borušova je vyhledávaným rekreačním střediskem s individuálním ubytováním. V katastrálním území se nalézají větrné elektrárny, které jsou dobře viditelné z protějšího Hřebečského hřbetu.